# Lydina cuprea
Lydina cuprea là một loài ruồi trong họ Tachinidae.